# Mogens Pedersen (roer, født 1944)
 Der er flere personer med dette navn, se Mogens Pedersen (flertydig).
Mogens Pedersen (født 27. februar 1944 på Frederiksberg, Danmark) er en dansk tidligere roer.
Pedersen var med i den danske firer uden styrmand ved OL 1968 i Mexico City. Gunner Nielsen, John Erik Jensen og Johnny Algreen Petersen udgjorde resten af besætningen. Danskerne sluttede på en samlet 10. plads ud af 11 deltagende både i konkurrencen.